# Formica flori
Formica flori är en myrart som beskrevs av Mayr 1868. Formica flori ingår i släktet Formica och familjen myror. Inga underarter finns listade i Catalogue of Life.